# A million miles away
A million miles away (I wish I had a time machine) is de debuutsingle annex ep van Edison's Children. Het werd uitgegeven om hun album In the last waking moments te promoten. Dat leek niet te helpen, want het album wist noch de Britse, noch de Nederlandse, noch de Belgische albumlijsten te halen.
De tracks werden door diverse lieden gemixt:
- Robin Boult (1,7)
- Mike Hunter (2) (vaste mixer van Marillion)
- John Mitchell (3,4) (lid van Arena)
- Edison's Children (5,6)

## Musici
- Pete Trewavas, Eric Blackwood – alle muziekinstrumenten, zang
- Steve Rothery – gitaar op Spiraling

## Muziek
| Nr. | Titel                               | Duur |
| --- | ----------------------------------- | ---- |
| 1.  | A million miles away (Singleversie) | 3:45 |
| 2.  | Spiraling                           | 4:35 |
| 3.  | Haunted memories                    | 5:59 |
| 4.  | Fallout (of the 5th kind)           | 4:05 |
| 5.  | Dusk (the rising)                   | 3:34 |
| 6.  | A moment of Zen                     | 2:50 |
| 7.  | A million miles away (Albumversie)  | 5:03 |